# Discographie d'Epik High
Ci-dessous se trouve la discographie du groupe sud-coréen de hip-hop Epik High.

## Albums

### Albums studio
| Titre | Détails sur l'album | Meilleure position | Ventes         |
| Titre | Détails sur l'album | COR                | Ventes         |
| --- | --- | ------------------ | -------------- |
| Map of the Human Soul | - Date de sortie: 21 octobre 2003 - Label: Woollim Entertainment - Format: CD, téléchargement                               | —                  |                |
| High Society | - Date de sortie: 25 juillet 2004 - Label: Woollim Entertainment - Format: CD, téléchargement                               | —                  | - COR: 10,067  |
| Swan Songs | - Date de sortie: 5 octobre 2005 - CD remix (Black Swan Songs): 13 février 2006 - Label: Woollim Entertainment - Format: CD | —                  |                |
| Remapping the Human Soul | - Date de sortie: 23 janvier 2007 - Label: Woollim Entertainment - Format: CD, téléchargement                               | —                  | - COR: 120,301 |
| Pieces, Part One | - Date de sortie: 17 avril 2008 - Label: Woollim Entertainment - Format: CD, téléchargement                                 | —                  | - COR: 80,396  |
| [e] | - Date de sortie: 16 septembre 2009 - Label: Map the Soul Inc. - Format: CD, téléchargement                                 | 57                 |                |
| 99 | - Date de sortie: 19 octobre 2012 - Label: YG Entertainment - Format: CD, téléchargement                                    | 2                  | - COR: 27,887  |
| Shoebox | - Date de sortie: 21 octobre 2014 - Label: YG Entertainment - Format: CD, téléchargement                                    | 3                  | - COR: 30,718  |
| "—" signifie que l'album ne s'est pas classé ou n'est pas sorti dans cette région. Note: Le Gaon Chart a été créé en février 2010. Les albums sortis avant cette date n'ont pas de données. | |                    |                |

### Extended plays
| Titre                                                                              | Détails sur l'album                                                                             | Meilleure position | Ventes        |
| Titre                                                                              | Détails sur l'album                                                                             | COR                | Ventes        |
| ---------------------------------------------------------------------------------- | ----------------------------------------------------------------------------------------------- | ------------------ | ------------- |
| Lovescream                                                                         | - Date de sortie: 30 septembre 2008 - Label: Woollim Entertainment - Format: CD, téléchargement | —                  | - COR: 30,200 |
| "—" signifie que l'album ne s'est pas classé ou n'est pas sorti dans cette région. |                                                                                                 |                    |               |

### Compilations
| Titre                                                                              | Détails sur l'album                                                            | Meilleure position | Ventes     |
| Titre                                                                              | Détails sur l'album                                                            | JPN                | Ventes     |
| ---------------------------------------------------------------------------------- | ------------------------------------------------------------------------------ | ------------------ | ---------- |
| The Best of Epik High ~ Show Must Go On & On                                       | - Date de sortie: 30 septembre 2008 - Label: YGEX - Format: CD, téléchargement | 60                 | - JPN: 983 |
| "—" signifie que l'album ne s'est pas classé ou n'est pas sorti dans cette région. |                                                                                |                    |            |

### Albums spéciaux
| Titre                                                                              | Détails sur l'album                                                                    | Meilleure position | Ventes        |
| Titre                                                                              | Détails sur l'album                                                                    | COR                | Ventes        |
| ---------------------------------------------------------------------------------- | -------------------------------------------------------------------------------------- | ------------------ | ------------- |
| Map the Soul                                                                       | - Date de sortie: 27 mars 2009 - Label: Map the Soul Inc. - Format: CD, téléchargement | —                  |               |
| Epilogue                                                                           | - Date de sortie: 9 mars 2010 - Label: Map the Soul Inc. - Format: CD, téléchargement  | 1                  | - COR: 25,988 |
| "—" signifie que l'album ne s'est pas classé ou n'est pas sorti dans cette région. |                                                                                        |                    |               |

### Albums remix
| Titre                                                                              | Détails sur l'album                                                                       | Meilleure position | Ventes |
| Titre                                                                              | Détails sur l'album                                                                       | COR                | Ventes |
| ---------------------------------------------------------------------------------- | ----------------------------------------------------------------------------------------- | ------------------ | ------ |
| Remixing the Human Soul                                                            | - Date de sortie: 22 juillet 2009 - Label: Map the Soul Inc. - Format: CD, téléchargement | —                  |        |
| "—" signifie que l'album ne s'est pas classé ou n'est pas sorti dans cette région. |                                                                                           |                    |        |

## Singles
| Titre                                                                                | Année | Meilleure positions | Meilleure positions | Ventes                 | Album             |
| Titre                                                                                | Année | COR Gaon            | COR Billboard       | Ventes                 | Album             |
| ------------------------------------------------------------------------------------ | ----- | ------------------- | ------------------- | ---------------------- | ----------------- |
| "Run"                                                                                | 2010  | 8                   | —                   |                        | Epilogue          |
| "It's Cold" (feat. Lee Hi)                                                           | 2012  | 1                   | 1                   | - COR (DL): 1,868,347+ | 99                |
| "Up" (feat. Park Bom de 2NE1)                                                        | 2012  | 6                   | 8                   | - COR (DL): 976,020+   | 99                |
| "Don't Hate Me"                                                                      | 2012  | 11                  | 16                  | - COR (DL): 784,301+   | 99                |
| "420"                                                                                | 2013  | —                   | —                   |                        | single sans album |
| "Born Hater"                                                                         | 2014  | 3                   | —                   | - COR (DL): 1,132,290  | Shoebox           |
| "Spoiler"                                                                            | 2014  | 4                   | —                   | - COR (DL): 581,469    | Shoebox           |
| "Happen Ending" (feat. Cho Won-sun de Rollercoaster)                                 | 2014  | 1                   | —                   | - COR (DL): 1,269,638  | Shoebox           |
| "—" signifie que le single ne s'est pas classé ou n'est pas sorti dans cette région. |       |                     |                     |                        |                   |

## Autres chansons classées
| Titre                              | Année | Meilleure position | Ventes               | Album    |
| Titre                              | Année | COR Gaon           | Ventes               | Album    |
| ---------------------------------- | ----- | ------------------ | -------------------- | -------- |
| "Fool" (feat. Bumkey)              | 2010  | 89                 |                      | Epilogue |
| "Coffee"                           | 2010  | 54                 |                      | Epilogue |
| "You Don't Deserve Her"            | 2012  | 31                 | 99                   |          |
| "Wrong"                            | 2012  | 19                 | 99                   |          |
| "The Bad Guy"                      | 2012  | 56                 | 99                   |          |
| "Kill This Love"                   | 2012  | 50                 | 99                   |          |
| "New Beautiful"                    | 2012  | 58                 | 99                   |          |
| "Encore"                           | 2014  | 16                 | - COR (DL): 214,868+ | Shoebox  |
| "Rich" (feat. Taeyang)             | 2014  | 7                  | - COR (DL): 349,008+ | Shoebox  |
| "Burj Khalifa"                     | 2014  | 8                  | - COR (DL): 312,423+ | Shoebox  |
| "We Fight Ourselves"               | 2014  | 6                  | - COR (DL): 399,341+ | Shoebox  |
| "Amor Fati"                        | 2014  | 9                  | - COR (DL): 267,081+ | Shoebox  |
| "Lesson 5 (Timeline)"              | 2014  | 18                 | - COR (DL): 203,904+ | Shoebox  |
| "Life is Good"                     | 2014  | 13                 | - COR (DL): 234,796+ | Shoebox  |
| "Eyes, Nose, Lips" (feat. Taeyang) | 2014  | 11                 | - COR (DL): 263,129+ | Shoebox  |
| "Shoebox"                          | 2014  | 14                 | - COR (DL): 243,410+ | Shoebox  |

### Bandes-son
| Année                                                                                 | Titre                                          | Meilleure position | Ventes (DL)     | Album                               |
| Année                                                                                 | Titre                                          | COR Gaon           | Ventes (DL)     | Album                               |
| ------------------------------------------------------------------------------------- | ---------------------------------------------- | ------------------ | --------------- | ----------------------------------- |
| 2016                                                                                  | "Can You Hear My Heart" (Epik High ft. Lee Hi) | 12                 | - COR: 254,899+ | Moon Lovers: Scarlet Heart Ryeo OST |
| "—" signifie que le morceau ne s'est pas classé ou n'est pas sorti dans cette région. |                                                |                    |                 |                                     |

## Autres travaux

### Epik High
| Album/Single                                      | Artiste(s)      | Chanson(s)                                  |
| ------------------------------------------------- | --------------- | ------------------------------------------- |
| MASSAPPEAL (18 février 2003)                      | CB Mass         | Piste 13: 동네 한 바퀴 (Massmediah Version) |
| Superior Vol.1 This iz my life (18 novembre 2003) | Joosuc          | Piste 15: BALLIN' 2k3 (VIP REMIX)           |
| 180도 2004                                        | MC Mong         | Morceau : 夢送                              |
| Keepin' The Roots'                                | Keeproots       | Morceau : 이보다 더                         |
| Masquerade (12 avril 2006)                        | TBNY            | Piste 7: L.I.E.                             |
| More Than Music (5 décembre 2006)                 | Infinity Flow   | Piste 11: N.I.C.E. (Nothing is Cool Enough) |
| Favorite (17 mai 2007)                            | Verbal Jint     | Piste 4: 내리막 (Downhill)                  |
| Mystic Puzzle Land                                | Mystic Puzzle   | Piste 3: Fairy Tale                         |
| Enlightened                                       | Dynamic Duo     | 동전 한 닢                                  |
| 7Dayz & Wanted                                    | Wanted          | Piste 5: 너와 나                            |
| Kero One                                          | Kero One        | Keep Pushin'                                |
| The Wind,The Sea,The Rain                         | Brown Eyed Soul | Piste 9: Sweet Thing                        |

### DJ Tukutz
| Album/Single                 | Artiste(s)   | Chanson(s)                                                    |
| ---------------------------- | ------------ | ------------------------------------------------------------- |
| Kimdongwan Is (21 juin 2007) | Kim Dong Wan | Piste 12: Scream (Inst.) feat. D.Bace, DJ Tukutz d'Epik High) |
| 3 MassApeal                  | CB Mass      | Shout Out (Remix) (feat. DJ Tukutz d'Epik High)               |

### Mithra Jin
| Album/Single              | Artiste(s)    | Chanson(s)                                  |
| ------------------------- | ------------- | ------------------------------------------- |
| It's Me (19 octobre 2006) | Kim Jang Hoon | Piste 5: 남자라서 웃어요 (feat. Mithra Jin) |

## Vidéoclips
| Année | Vidéoclip                                     |
| ----- | --------------------------------------------- |
| 2003  | I Remember                                    |
| 2004  | 혼자라도 (feat. Clazziquai)                   |
| 2004  | 평화의 날 (Day of Peace)                      |
| 2005  | Fly                                           |
| 2005  | Paris (feat. Jisun)                           |
| 2007  | Fan                                           |
| 2007  | Love Love Love                                |
| 2008  | One (feat. Jisun)                             |
| 2008  | Umbrella (feat. Younha) (우산)                |
| 2008  | Breakdown                                     |
| 2009  | Map The Soul (feat. MYK)                      |
| 2009  | One Minute One Second (feat. Taru) (1분 1초)  |
| 2009  | 따라해 (Wannabe) (faet. Mellow)               |
| 2009  | 트로트 + High Technology                      |
| 2009  | Slow Motion (pour No Mercy (2010) OST)        |
| 2010  | Run                                           |
| 2012  | Don't Hate Me                                 |
| 2012  | Up (feat. Park Bom)                           |
| 2014  | "Born Hater"                                  |
| 2014  | 스포일러 (Spoiler) + 헤픈엔딩 (Happen Ending) |